# Шараборин, Евгений Анатольевич
Шараборин Евгений Анатольевич (17 апреля 1961, Новокузнецк)— российский художник, педагог, поэт, член Санкт-Петербургского Союза художников.

## Творческая биография
С 1976 по 1980 год обучался в Новоалтайском художественном училище.
В 1986 году поступил в Ленинградский институт живописи, скульптуры и архитектуры имени И. Е. Репина, мастерская Э. С. Кочергина. Дипломная работа 1992 года — эскизы декораций и костюмов к пьесе В.Шекспира «Мера за меру».
С 1992 по 1993 год являлся главным художником Драматического театра имени Пушкина в Красноярске и преподавал рисунок на кафедре живописи Красноярского института искусств имени Сурикова Российской Академии Художеств.
По итогам сезона 1992—1993 года награждён дипломом первой степени и премией Союза театральных деятелей Российской Федерации.
С 1993 по 2002 год работал художественным редактором «Петербургского театрального журнала»;.
В период с 1989 по 1995 год сотрудничал в качестве художника-постановщика и художника по костюмам с различными театрами России (Эрмитажный театр в Санкт-Петербурге, Новосибирский драматический театр «Красный факел» и ТЮЗ, Театр Драмы в Саратове, Драматический театр в Казани, Театр им. А. С. Пушкина в Красноярске, Драматический театр в Кемерово и др.), поставил 19 спектаклей, в частности, спектакль «Кот в Сапогах», которым открылся Эрмитажный театр после реставрации в 1991 году.
С 2011 года состоит в Санкт-Петербургском Союзе художников.

## Выставки
- 1981 — Республиканская выставка, Алма-Ата (Казахская ССР)
- 1991 — Выставка театрального эскиза, Союз театральных деятелей, Санкт-Петербург
- 1993 — Зональная выставка Сибири и Дальнего Востока, Красноярск
- 1994 — Всероссийская выставка портрета, Москва
- 1996 — Весенняя зональная выставка Союза художников России, Санкт-Петербург
- 1997 — Персональная выставка, Lütt Galerie, Фардорф (Германия)
- 1997 — Персональная выставка, Galerie «Das Fenster», Киль (Германия)
- 2001 — Весенняя зональная выставка Союза художников России, Санкт-Петербург
- 2001 — Осенняя зональная выставка Союза художников России, Санкт-Петербург
- 2002 — Осенняя зональная выставка Союза художников России, Санкт-Петербург
- 2007 — Персональная выставка, Galerie Goda, Амстердам (Нидерланды)[4]
- 2008 — Совместная выставка Евгения Шараборина и Натальи Дик, Galleri Sjöhästen, Лидингё (Швеция)[5]
- 2010 — Совместная выставка Евгения Шараборина и Натальи Дик, Фонд «Kunst en Cultuur Aalsmeer», Алсмер (Нидерланды)[6]
- 2011 — Персональная выставка, библиотека «De Groene Venen», Рееувийк (Нидерланды)[7]
- 2011 — Персональная выставка, Галерея «Eveline Interieur», Блумендал, (Нидерланды)[8]
- 2011 — Осенняя зональная выставка Союза художников России, Санкт-Петербург
- 2011 — Групповая выставка, Шэньян (Китай)[9]
- 2012 — «Санкт-Петербургскому Союзу художников 80 лет», Санкт-Петербург (Россия)
- 2017 — Персональная выставка «Мое Заозерье», Музей прикладного искусства Санкт-Петербургской государственной художественно-промышленной академии им. А. Л. Штиглица (Россия)[10]
- 2017 — «Санкт-Петербургскому Союзу художников 85 лет», Санкт-Петербург (Россия)[11]

## Фестивали
- 2009 — Agnienetfestival, Гоуда (Нидерланды)[12]
- 2009 — Russian Summer Festival, Алкмар (Нидерланды)[13]
- 2010 — Russian Summer Festival, Алкмар (Нидерланды)